# Spilosmylus subtilis
Spilosmylus subtilis är en insektsart som beskrevs av Tim R. New 1986. Spilosmylus subtilis ingår i släktet Spilosmylus och familjen vattenrovsländor. Inga underarter finns listade i Catalogue of Life.